# Blaboplutodes
Blaboplutodes là một chi bướm đêm thuộc họ Geometridae.